# Berberis garhwalensis
Berberis garhwalensis är en berberisväxtart som beskrevs av Schneider. Berberis garhwalensis ingår i släktet berberisar, och familjen berberisväxter. Inga underarter finns listade i Catalogue of Life.